# Az utolsó kívánság
Az utolsó kívánság (lengyelül: Ostatnie życzenie) Andrzej Sapkowski lengyel fantasy író Vaják sorozatának része, A végzet kardja mellett a sorozat másik novelláskötete. Az első változata 1993-ban jelent meg lengyel nyelven, az első angol kiadásra pedig 2007-ig kellett várni, míg magyarul 2011 áprilisában vált megvásárolhatóvá, de számos más nyelvre is lefordították. A főszereplő foglalkozásának vajákra fordítását sok rajongó kifogásolta, ugyanis a 2007-ben megjelent The Witcher című videójátékban és annak folytatásában is meghagyták az angolul elterjedt witcher kifejezést.
A könyv keretes felépítésű: A nyolc részre bontott, belső hang című fejezetek a jelenben játszódnak, amikben a főszereplő, Ríviai Geralt sérülései után Melitele szentélyében lábadozik, a közöttük található részek pedig korábbi kalandjait mesélik el, külön történetekként.

## Kronológia
1. „Egy csepp igazság”
2. „A kisebbik rossz”
3. „A világ peremén”
4. „Az utolsó kívánság”
5. „Pénz kérdése”
6. „A vaják”
7. „A belső hang”

## Magyarul
- Az utolsó kívánság; ford. Szathmáry-Kellermann Viktória; PlayON!, Bp., 2011 (Vaják)